# Comtat de Pozos Dulces
El comtat de Pozos Dulces va ser un títol nobiliari espanyol, creat el 24 de juny de 1790, amb el vescomtat previ de l'Albufera, pel rei Carles IV d'Espanya a favor de Melchor Jacot y Ortiz-Rojano, alcalde major de Segòvia, primer regent de la Reial Audiència de Lima, ministre togat del Consell d'Índies i cavaller de l'Ordre de Carles III.
El títol, segons la Diputació Permanent i Consell de la Grandesa d'Espanya i Títols del Regne, està caducat.

## Comtes de Pozos Dulces
| Núm.                  | Titular                                 | Període               |
| Creació per Carles IV | Creació per Carles IV                   | Creació per Carles IV |
| --------------------- | --------------------------------------- | --------------------- |
| I                     | Melchor Jacot y Ortiz-Rojano            | 1790-1807             |
| II                    | María Luisa López de Maturana y Eguilar | 1808-1832             |
| III                   | Bernarda Josefa Jacot y Martínez-Heto   | 1834-1845             |
| IV                    | Francisco de Frías y Jacott             | 1848-1877             |
| Títol caducat         |                                         |                       |

## Història dels comtes de Pozos Dulces
- Melchor Jacot y Ortiz-Rojano (1732-1807), I comte de Pozos Dulces.[6] Va ser fill de José Jacot y Ruiz de la Escalera (1702-1738),[7][8] regidor perpetu de Màlaga i comissari ordinador de la Reial Artilleria, i de María del Carmen Ortiz Rojano. Els seus avis paterns, Melchor Jacot i Ana Smith, eren originaris d'Anvers[6] des d'on es van traslladar a Màlaga.[9]

Es va casar en primeres núpcies amb Francisca de Paula Cascajedo y Requena, natural de Móstoles i, en segones, amb María Luisa López de Maturana y Eguilar (1759-7 de setembre de 1832), natural de Huaura, al Perú, de qui no va tenir successió. Del primer matrimoni va tenir una filla, María del Carmen Jacot y Cascajedo, que va morir jove. El va succeir la segona esposa:
- María Luisa López de Maturana y Eguilar (1759-7 de setembre de 1832), II comtessa de Pozos Dulces.[10][11]

Es va casar com a segona esposa amb Melchor Jacot y Ortiz-Rojano (1732-1807), I comte de Pozos Dulces, de qui no va tenir successió. La va succeir el 15 de febrer de 1834, una neboda paterna del primer comte, filla de Francisco Jacot y Ortiz-Rojano (1734-1821), germà del primer comte, i d'Ana Josefa Martínez-Heto y Ávila.
- Bernarda Josefa Jacot y Martínez-Heto (L'Havana, 20 d'agost de 1773-L'Havana, 11 d'octubre de 1845), III comtessa de Pozos Dulces[13] per Reial Carta de Successió de la reina regent Maria Cristina durant la minoria d'edat d'Isabel II del 15 de febrer de 1834 i després de la mort de la seva tia paterna per afinitat.[14] Va atorgar testament l'1 de febrer de 1841.[10]

Es va casar en primeres núpcies el 23 de febrer de 1805, a l'Havana, amb Antonio Sánchez de Frías y Gutiérrez de Padilla, natural de l'illa canària del Hierro. Va contreure un segon matrimoni, el 30 de maig de 1828, a l'Havana, amb Pedro de Albear y Somarriba, natural de Santander. El 1848, la va succeir el seu fill del primer matrimoni:
- Francisco de Frías y Jacott (l'Havana, 24 de setembre de 1809-Passy, 24 de juny de 1877),[10] IV comte de Pozos Dulces.[17] «Des del decés del IV Comte de Pozos Dulces, aquesta dignitat es troba vacant».[18]

Va contreure matrimoni amb Isabel-Herbina Faurés y Pigeot.

## Intents de rehabilitació
Hi va haver diversos intents de rehabilitar el títol, sense que en cap d'aquests casos obtingués la Reial Carta de Successió: el maig del 1949 per Juan de Ojeda y Pomares; el maig de 1950 per Juan de Ojeda y Pomares, i Joaquín Sanz de Bremond en representació de la seva esposa; el març de 1956 per Vicente Sanz de Bremond com a hereu de la seva mare María del Milagro Bremond y Valenzuela; l'octubre de 1975 per Alfredo de Ojeda y Nogués (mort el 10 de març de 1991); i el març de 1977 quan es convoca a Vicente María Sanz de Bremond i a Alfredo de Ojeda y Nogués a l'expedient de rehabilitació del títol de comte de Pozos Dulces.

## El fals comte Nacho Jacob
El juliol del 2022 va aparèixer als mitjans la notícia de la detenció a Múrcia del presumpte «comte de Pozos Dulces» per abús sexual i prostitució infantil. Tot i la utilització de l'esmentat títol per part dels mitjans de comunicació, aquesta persona en cap cas ha estat reconeguda per la Diputació Permanent i Consell de la Grandesa d'Espanya com a possessora del títol.
El detingut es tractava de l'empresari monàrquic i espanyolista Ignacio de Jacob y Gómez, més conegut com a Nacho Jacob, nascut probablement abans de 1980 a Madrid. Jacob va ser detingut el 20 de juliol de 2022 per agents del Grup de Menors (GRUME) de la Policia espanyola quan es trobava en un aparcament d'un hotel del centre de Múrcia amb un nen de 13 anys. L'acusació contra ell va ser de quatre delictes d'abús sexual a menors i quatre més de prostitució infantil després que, presumptament, oferís als infants diners i regals a canvi de sexe. El cas, posat en coneixement de la Unitat d'Atenció a la Família i Dona (UFAM) de la Policia espanyola, va passar pel jutjat de guàrdia i el titular del Jutjat d'instrucció num. 7 de Múrcia el va tancar en règim de presó preventiva, tal com va sol·licitar el ministeri fiscal, davant les possibilitats de risc de fugida i de reiteració delictiva. El 4 d'agost de 2022 va sortir en llibertat sota fiança de 40.000 euros, amb la prohibició de no entrar dins del recinte del partit judicial de Múrcia i l'obligació de lliurar el passaport als jutjats, així com presentar-se cada 15 dies davant del Jutjat de Madrid.